# Маффеи, Шипионе
Маркиз Шипионе Маффеи (итал. Scipione Maffei; 1 июня 1675 года, Верона — 11 февраля 1755 года, там же) — итальянский поэт, археолог и историк античности, специалист по культуре древних этрусков, латинской и греческой эпиграфике; автор многочисленных статей и театральных пьес. Как археолог, стал основателем веронского музея-лапидария (1714), названного его именем. Его семья была родом из Болоньи. Участник заочной дискуссии о происхождении древнеиталийской культуры с А. Ф. Гори и другими историками.
Член Лондонского королевского общества (1736).

## Труды
- «Della scienza chiamata cavalleresca» (Рим, 1710 — исследование об обычаях древних при ссорах частных лиц);
- написанная во французском вкусе трагедия «Merope» (Модена, 1714 и чаще);
- комедия «Le cerimonie», «Verona illustrata» (Верона, 1731—32; Мил., 1825—27);
- стихотворения

Сочинения издавались в Венеции в 1790 г.